# Миллс, Огден Ливингстон
Огден Ливингстон Миллс (англ. Ogden Livingston Mills; 23 августа 1884, Ньюпорт, Род-Айленд — 11 октября 1937, Нью-Йорк, Нью-Йорк) — американский юрист, военный, политик, 50-й министр финансов США.

## Биография
Огден Миллс родился 23 августа 1884 года в Ньюпорте штата Род-Айленда, США.
В 1907 году он окончил юридический факультет Гарвардского Университета. В 1908 году Миллс получил право ведения адвокатской практики в суде и проходил её в Нью-Йорке.
В 1912 году Миллс неудачно избирался в Конгресс от республиканцев. В 1912, 1916 и 1920 годах являлся делегатом на национальном республиканском съезде. С 1914 по 1917 годы Миллс был членом законодательного собрания Род-Айленда. В 1917 году он вступил в армию и служил в звании капитана до окончания Первой мировой войны. С 4 марта 1921 года по 3 марта 1927 года Миллс занимал пост конгрессмена от республиканцев. В 1926 году он неудачно участвовал в выборах губернатора Нью-Йорка.
С 4 марта 1927 года по 11 февраля 1932 года он занимал должность заместителя министра финансов. 12 февраля того же года президент Гувер назначил Миллса министром финансов. Миллс был сторонником привязки доллара к цене золота. Новый курс Рузвельта подвергался резкой критике с его стороны.
Огден Миллс скончался 11 октября 1937 года в Нью-Йорке.